# VfB Homberg
Verein für Bewegungsspiel Homberg e.V. é uma agremiação esportiva alemã, fundada em 1889, no distrito de Homberg, em Duisburg, na Renânia do Norte-Vestfália.
O clube possui sua denominação atual desde 1969, a partir de uma fusão entre Homberger SV 03 e SpVg 89/19 Hochheide.

## História

### Homberger SV 03

Homberger SV

As raízes do clube atual remontam a 7 de junho de 1903 e a criação do Fussballverein (FV) Teutonia Homberg. Este último se uniu a 3 de fevereiro de 1910 ao Moerser Spielverein para formar o Grafschafter SV Moers.
Em 1911, um outro clube se destacou do Grafschafter SV Moers sob a apelação Homberger SV. Em 1919, ocorre mais uma fusão entre o Sport Club Preussen 1908 Homberg e o departamento de futebol do SC Union Homberg.
Em 1930, o Homberger SV participa da fase final do campeonato da Westdeutschland Fussball Verband.
Em 1933, a Alemanha sofre a ocupação nazista. Imediatamente o regime exige e implanta reforma nas competições através da criação de dezesseis ligas regionais intituladas Gauligen. O Homberger SV não foi incluído, mas chegou à Gauliga Niederrhein, em 1934. Acabaria rebaixado ao fim da temporada.
Em 1945, o time foi dissolvido pelas tropas de ocupação aliadas, como todos os clubes e associações alemãs de acordo a diretiva n° 23. Mas a equipe foi rapidamente reconstituída.
Evoluindo ao nível 3 do futebol alemão, durante os anos 1950, o time conquista vários títulos de sua liga regional. Em 1953, alcança a final do Campeonato Alemão Amador, mas é derrota por 3 a 2 pelo SV Bergisch Gladbach 09.
Em 1964, um ano após a criação da Bundesliga e da Regionalliga, a segunda divisão, o Homberger SV ganhou o direito de disputar a Regionalliga West, módulo que duraria de 1963 a 1974. O time jogou apenas uma temporada nesse nível e depois foi rebaixado.
O clube sofreu uma recaída e não conseguiu jamais sair do anonimato. Em 1969, a pedido da cidade, houve uma fusão com o SpVg 89/19 Hochheide para formar o VfB Homberg.

### SpVgg 89/19 Hochheide
Foi criado em 1919 sob a denominação de Sportverein Hochheide. Em 1922, se juntou ao SC União Homberg. Em 1923, atuou como SpVgg 19 Homberg-Hochheide.
Após a Segunda Guerra Mundial, o clube foi dissolvido pelos aliados, como todos os clubes alemães e associações. O SpVgg foi reconstituído através de uma parceria com o Turnverein 1889 Hochheide para formar o Sportgemeinde Hochheide (SG) que mais tarde tomou o nome de SpVgg 19 Homberg-Hochheide.
O clube evoluiu para o nível 3, mas em seguida foi relegado para a Landesliga início dos anos 1960. Em 1969, a pedido da cidade de Homberg, se uniu ao SV Homberger 03 para formar o VfB Homberg.

### VfB Homberg
Na sua formação, em 1969, o VfB Homberg evoluiu para o terceiro nível da hierarquia alemã. Em 1974, sofreu o descenso.
Em 1990, o VfB ascendeu à Oberliga Nordrhein (nível 3). Após duas temporadas foi rebaixado. A espera ocorreria até 2005 para recuperar seu lugar na Oberliga Nordrhein, mas o campeonato tinha se tornado o equivalente à quarta divisão.
Em 2008, houve um novo descenso, dessa vez para a Verbandsliga, enquanto a Oberliga Nordtrhein se fundiu com a Oberliga Westaflen  para formar a Oberliga Nordrhein-Westfalen (ou NRW) a quinta divisão, após a introdução da 3. Liga.
Em 2010-2011, o VfB Homberg caiu para a Nordrhein-Westfalen-Liga (nível 5). Na temporada seguinte sofreu novo descenso, dessa vez para a Westfalenliga (VI).

## Títulos

### Homberger SV 03
- Vice-Campeão alemão amador: 1953;
- Campeão da Amateurliga Niederrhein: 1953, 1955, 1963, 1964;